# Judo na Igrzyskach Boliwaryjskich 2022
Turniej w ramach Igrzysk - 2022 został rozegrany w dniach 25 - 28 czerwca w Coliseo of Fundación Colegio Bilingüe, a nie jak wcześniej planowano w "Coliseo Deportes de Combate Óscar Muñoz Oviedo" w Valledupar.

## Tabela medalowa
Gospodarz zawodów został zaznaczony kolorem.
| Poz.  | Państwo    |    |    |    | Łącznie |
| ----- | ---------- | -- | -- | -- | ------- |
| 1.    | Wenezuela  | 6  | 2  | 5  | 13      |
| 2.    | Kolumbia   | 4  | 4  | 5  | 13      |
| 3.    | Peru       | 3  | 3  | 5  | 11      |
| 4.    | Dominikana | 2  | 3  | 2  | 7       |
| 5.    | Ekwador    | 0  | 3  | 1  | 4       |
| 6.    | Chile      | 0  | 0  | 6  | 6       |
| 7.    | Panama     | 0  | 0  | 2  | 2       |
| Razem | Razem      | 15 | 15 | 26 | 56      |

## Wyniki

### mężczyźni
| Waga    | złoty              | srebrny           | brązowy                            |
| ------- | ------------------ | ----------------- | ---------------------------------- |
| 60 kg   | John Futtinico     | Ivan Salas        | Bryan Garboa Bernabe Vergara       |
| 66 kg   | Juan Postigos      | Elmert Ramirez    | Juan Hernández Willis García       |
| 73 kg   | Arkangel Barboza   | Sergio Mattey     | Humberto Wong Juan Vega            |
| 81 kg   | Alexander Martínez | Albis Castro      | Jonheluis Patete Jorge Pérez       |
| 90 kg   | Carlos Paez        | Daniel Paz        | Roberto Galarreta Daniel Arancibia |
| 100 kg  | Daryl Yamamoto     | Alejandro Escobar | Rafael Romo                        |
| +100 kg | Jose Nova          | Freddy Figueroa   | William Melendez Luis Amezquita    |

### kobiety
| Waga           | złoty | srebrny | brązowy                                                                                  |
| -------------- | --- | --- | ---------------------------------------------------------------------------------------- |
| 48 kg          | Thalia Gamarra                                                                                           | Erika Lasso | Maria Giménez Némesis Candelo                                                            |
| 52 kg          | Fabiola Díaz                                                                                             | Noemi Huayhuameza | Luz Alvarez Judith González                                                              |
| 57 kg          | Kady Cabezo                                                                                              | Astrid Gavidia | Marian Flores Clara Barinas                                                              |
| 63 kg          | Cindy Mera                                                                                               | Creymarlin Valdez | Allyson Quevedo                                                                          |
| 70 kg          | Elvismar Rodríguez                                                                                       | Celinda Corozo | Luisa Bonilla Xsara Morales                                                              |
| 78 kg          | Karen León                                                                                               | Camila Figueroa | Brenda Olaya                                                                             |
| +78 kg         | Moira Morillo                                                                                            | Brigitte Carabali | Yuliana Bolivar Amarantha Urdaneta                                                       |
| Mixt drużynowo | Wenezuela · Karen Leon · Luis Amezquita · Kady Cabezo · Sergio Mattey · Elvismar Rodríguez · Carlos Paez | Peru · Yuta Galarreta · Yuliana Bolivar · Daryl Yamamoto · Brillith Gamarra · Juan Postigos · Xsara Morales · Alonso Wong · Camila Figueora | Dominikana · Albis Castro · Moira Morillo · Jose Nova · Coral Velasquez · Elmert Ramirez |